# Fritz Tecklenborg

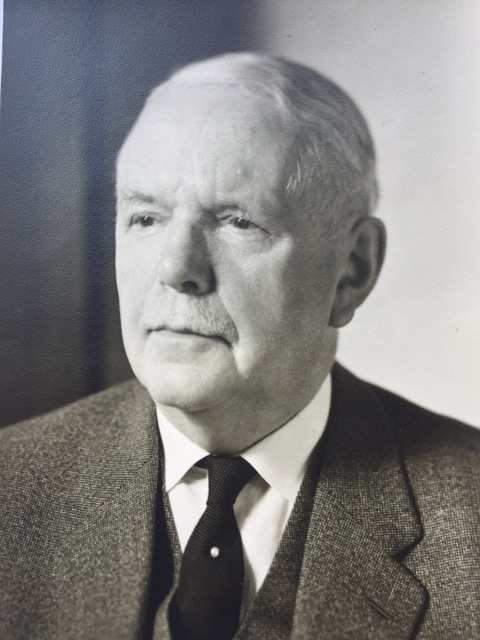
Fritz Tecklenborg

Friedrich Franz Tecklenborg (* 26. Mai 1888 in Bremen; † 1. Mai 1964 in Bad Harzburg) war ein deutscher Kaufmann und Industrieller.

## Biografie
Tecklenborg wurde unter dem Namen Friedrich geboren. Er war der jüngste Sohn des Werftbesitzers Eduard Tecklenborg und seiner norwegischen Frau Anna Katharina Fleischer (1850–1892).
1917 heiratete er Elisabeth Tecklenborg, geborene Freiin von Hodenberg (1890–1940). Sie hatten vier gemeinsame Kinder.
1905–1907 absolvierte er eine kaufmännische Lehre bei einer Importfirma. Für das Bankhaus Frederick Huth & Co. war er von 1909 bis 1912 in London und im Anschluss bis 1915 als Prokurist für die Niederlassung der Bank in Valparaíso tätig. Im Ersten Weltkrieg kehrte er nach Bremen zurück. Von 1916 bis 1926 war er neben Georg Wilhelm Claussen Vorstand der Johann C. Tecklenborg Werft. Die Werft hatte um 1914 etwa 3500 Beschäftigte. Die Werft wurde am 28. Dezember 1926 mit der Actien-Gesellschaft „Weser“ in Bremen fusioniert und damit Teil des Werftenkonzerns Deutsche Schiff- und Maschinenbau Aktiengesellschaft (Deschimag). 1928 erfolgte die Stilllegung des Betriebs der Tecklenborg-Werft in Bremerhaven.
Tecklenborg verließ 1926 die Werft und erwarb 1927 die Aktienmehrheit der Bremer Tauwerk-Fabrik AG in Bremen-Grohn, welche ab 1937 als Bremer Tauwerk-Fabrik F.Tecklenborg & Co. firmierte. Er vergrößerte die Produktionspalette seiner Firma um Sisalteppich und Kunstfasern. Zusätzlich beteiligte er sich an der Firma Tecklenborg, Kegel GmbH in Bremerhaven mit heutigem Sitz im Fischereihafen von Bremerhaven, die unter anderem Seile, Drahtseile sowie Schiffszubehör vertreibt und Takelage herstellt.
1927 wurde Tecklenborg Mitglied im Haus Seefahrt und 1929 zum Schaffer berufen. Von 1948 bis 1958 war er Vorsteher des Hauses Seefahrt. Seine private Vorliebe galt der Musik. Er war selbst ein konzertierender Musiker. Durch sein aktives Wirken im Vorstand der Philharmonischen Gesellschaft seit 1930 und seine spätere Position als Vorsitzender (1952–1958) stärkte er das Musikleben in Bremen.
Lange Jahre gehörte er dem Landesbeirat und Aufsichtsrat der Norddeutsche Kreditbank AG an.

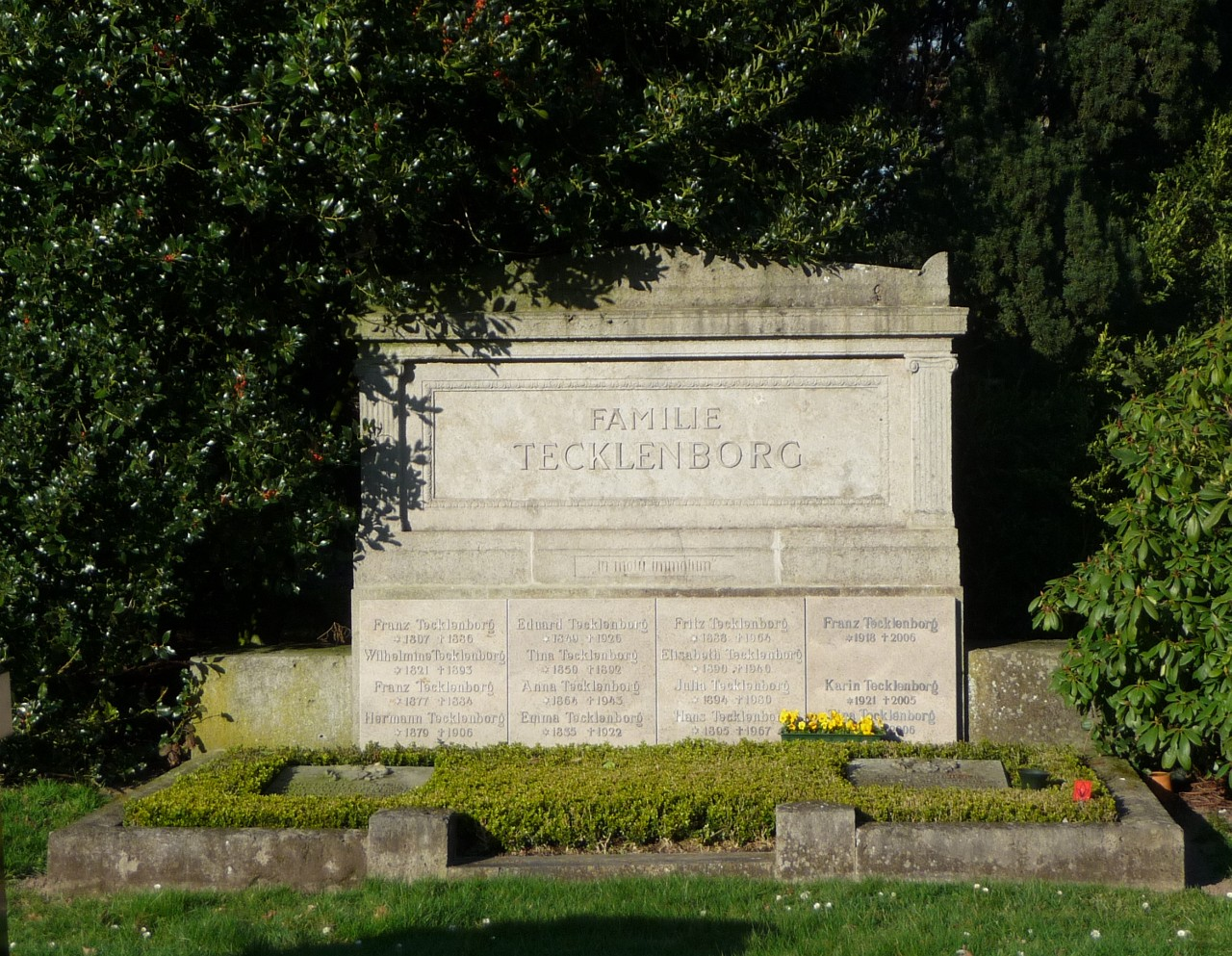
Familiengrab Tecklenborg auf dem Waller Friedhof

Fritz Tecklenborg wurde im Familiengrab Tecklenborg auf dem Waller Friedhof in Bremen bestattet.

## Ehrungen
- Die Fritz Tecklenborg.Straße[2] in Bremen-Grohn wurde 1965 nach ihm benannt.
- Die Fritz Tecklenborg-Stiftung in Schwanewede trägt seinen Namen.